# ボクの彼女はガテン系/彼女がした事、僕がされた事/巨乳妻完全捕獲計画/ボクの妻がアイツに寝取られました。
『ボクの彼女はガテン系/彼女がした事、僕がされた事/巨乳妻完全捕獲計画/ボクの妻がアイツに寝取られました。』（ぼくのかのじょはがてんけい/かのじょがしたことぼくがされたこと/きょにゅうづまかんぜんほかくけいかく/ぼくのつまがあいつにねとられました）は、2011年12月8日にエルフより発売されたDMM専売のアダルトゲーム。『ガテン系』シリーズ第1作でもある。

## 概要
タイトルが示すとおり、「寝取られ」がテーマのアダルトゲーム。タイトルから誤解されやすいが、4つの別々のゲームから成り立っているわけではなく、連続する4章からなるアドベンチャーゲーム（ビジュアルノベル）である。ストーリーは一部例外を除いて主人公の視点で進むが、第3章（巨乳妻完全捕獲計画）では寝取り側の視点となる。
上記のシナリオに加え、『下級生』シリーズで知られる門井亜矢の原画が評判となり、DMMダウンロードサイトにおける2012年のアダルト美少女ゲームランキングでは上半期で第1位、下半期で第2位となった。
なお、2011年8月12日の制作発表当時のタイトルは『ボクの彼女はガテン系/彼女がした事、僕がされた事/巨乳妻完全捕獲計画/今夜ボクの妻がアイツに寝取られました。』だった。「今夜」が削除された理由は不明。
2015年8月27日にはDVD版を同梱したビジュアルファンブックが発売された。これは一般の書店で販売されない、DMMとAmazon.co.jpからの限定販売である。
タイトルに『ガテン系』冠する作品は他に麻呂の患者はガテン系シリーズがある。こちらは3作にわたるシリーズもので2013年4月25日に第1作、同年8月8日にはシリーズ第2作『麻呂の患者はガテン系2』が、2015年10月15日に第3作『麻呂の患者はガテン系3完結編』発売された。これらも当初の本作と同じく、DMM専売である。

## スタッフ
- キャラクターデザイン・原画：門井亜矢、ゆずちち
- シナリオ：土天冥海
- 音楽：筒井香織 (tutti) 、未来、MaRBiN、Sinn.planet

## あらすじ
2012年、晩秋。建築士の田中マサシと美容師の美咲は結婚3年目。田中が経営する工務店の取引先である建設会社の常務である会田に誘われ、温泉への親睦旅行にやってきた。2人で露天風呂に浸かりながら、田中は2人の馴れ初めを思い出していた。
2006年。田中は週に3日のコンビニエンスストアのアルバイトでその日を暮らす、19歳のフリーターだった。唯一の楽しみであるテレビが壊れて途方に暮れていたところ、建設会社の会田に無理矢理誘われたアルバイト先の土木工事現場で、班のチーフを務める同じ19歳の海藤美咲と出会う。
2016年。美咲の帰りが遅くなることが増えてすれ違いを感じていた矢先、寝室で意外なものを発見した田中は胸騒ぎを覚える。さらに美咲は順調だったはずの美容院を辞め、会田建設に入社。晩秋、4年前と同じように親睦旅行で出かけた温泉旅館で深夜に目覚めた田中は、信じられない光景を目撃する。

## 登場人物
声優名は非公開。

### 田中家
田中マサシ
一級建築士。第1章時点ではフリーター。一見ヒョロヒョロで頼りなく、気弱な面もあるが、実はかなりの根性の持ち主である。美咲との出会いをきっかけに建設業界に入り、美咲の亡父から引き継いだ工務店を一級建築士事務所に発展させる。性に関する知識にやや疎い面があるほか、ペニスのサイズは小さめで、かなりの早漏でもある。
田中（旧姓：海藤）美咲
田中の妻。第1章時点では病気の父に代わって、19歳ながら海藤工務店を切り盛りしていた。工事現場のチーフとアルバイトという関係で知り合った田中と結婚すると、工務店を彼に引き継がせて自分は専門学校に通って美容師の資格を取り、美容院を経営する。結婚前はガテン系らしい気っ風のよさが前面に出ていたが、結婚後は女性らしさを前面に出すようになった。92cmGカップの巨乳の持ち主。夫の田中同様、性に関する知識は薄く、結婚後もオーガズムの経験はなかった。
田中マサキ
結婚4年目に誕生した田中夫婦の長男。画面には登場しない。

### 会田建設関係者
会田タケシ
会田建設社長の御曹司。第1章時点では31歳。海藤工務店のことを何かと気に掛けており、美咲にとっては頼れる存在だった。田中をバイトにスカウトする。第2章では常務に昇格している。独身で、マンションに一人暮らし。丸刈りで腹が出ているが、極太のペニスの持ち主で、精力は絶倫。第3章は会田の視点でストーリーが展開する。
黒川
会田建設出入りの造園業者。昔から美咲のファンであり、美咲の身体と金を目当てに会田の策略の手助けをする。
珍念
会田建設社員。会田の部下であり、出世を目当てに会田の策略の手助けをする。

### 塩原家
塩原
田中一級建築士事務所の営業担当。大変な切れ者だが、常にポーカーフェイスで、何を考えているのか分からないところがある。第4章のキーマン。
塩原ナオ
塩原の妻。頼まれると断れない性格で、男の涙に弱い。学生時代から塩原と交際していたが、交際を迫ってきた先輩の誘いを断り切れずに浮気をし、その現場を塩原に目撃されてしまったことがある。

### その他
おでん屋の大将
美咲行きつけの屋台のおでん屋の大将。
美咲の父
「海藤工務店」を経営していたが、病に倒れる。ヤクザのような外見。
中野先輩
ナオのかつての浮気相手。なぜか墓地付近をさまよっている。